# Teoría de la fuga del laboratorio del SARS-CoV-2

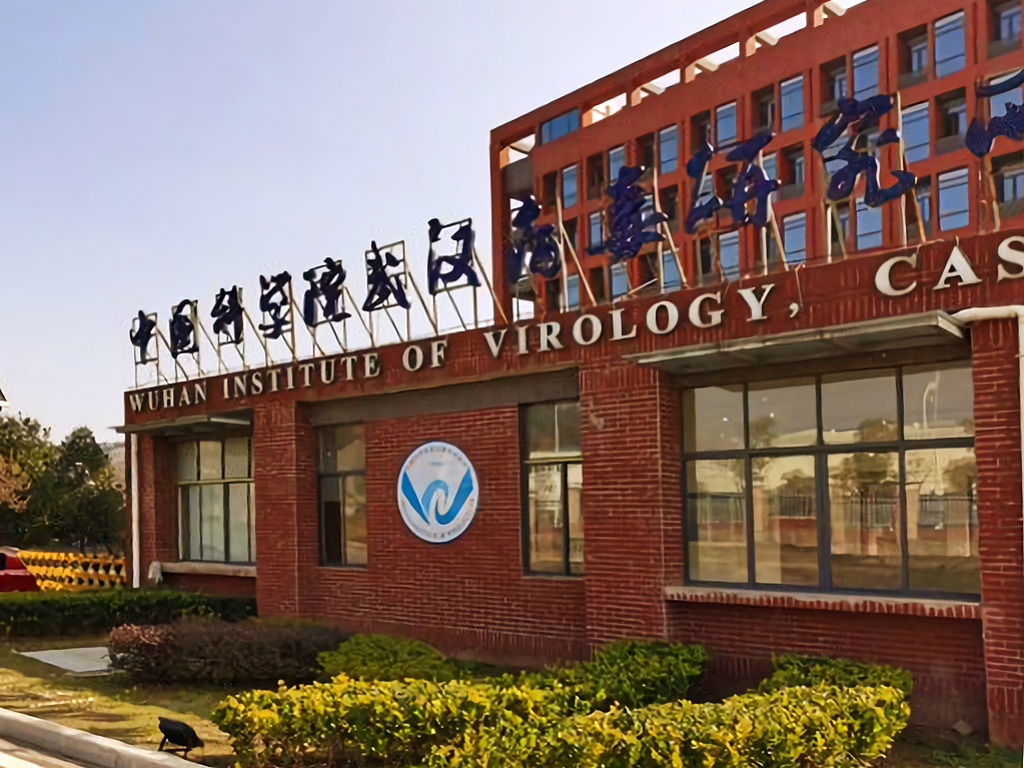
El Instituto de Virología de Wuhan en Wuhan, China

La teoría de la fuga de laboratorio del SARS-Co-2, o hipótesis de la fuga de laboratorio, explica la idea de que el SARS-CoV-2, el virus que causó la pandemia de COVID-19, procedía de un laboratorio.
Muchos escenarios propuestos para una fuga de laboratorio son característicos de teorías de la conspiración.
La idea de que el virus fue liberado de un laboratorio (accidental o deliberadamente) apareció al principio de la pandemia. Ganó popularidad en Estados Unidos gracias a la promoción por parte de personalidades conservadoras a principios de 2020, fomentando las tensiones entre EE. UU. y China. Científicos y medios de comunicación la descartaron ampliamente como una teoría de la conspiración.
El Servicio Federal de Inteligencia alemán determinó en 2020 con un 80%-90% que el Instituto de Virología de Wuhan dejó escapar el virus.  El gobierno alemán lo ocultó.  En 2021, la inteligencia británica determinó que el virus pudo escaparse de un laboratorio chino.  En 2025 la CIA y la Casa Blanca afirmaron que el virus escapó de un laboratorio chino.  En 2025, el verificador de hechos del Washington Post se declaró culpable de haber calificado de "dudoso" el origen de laboratorio chino del virus en un titular de 2020, diciendo que había estado "completamente errado."

## Antecedentes
En el centro de muchos escenarios de fuga de laboratorio está una sospecha errónea basada en la proximidad del brote al Instituto de Virología de Wuhan (IVW), donde se estudian los coronavirus. La mayoría de las grandes ciudades chinas cuentan con laboratorios que estudian los coronavirus, y los brotes de virus suelen comenzar en zonas rurales, pero se notan por primera vez en las grandes ciudades.  Esta afirmación es muy controvertida; la mayoría de los científicos creen que el virus se filtró en las poblaciones humanas a través de una zoonosis natural (o sea, por transferencia directa desde un animal no humano infectado), similar a los brotes de SARS-CoV-1 y MERS-CoV, y coherente con otras pandemias en la historia de la humanidad.
La principal hipótesis sobre el origen del COVID-19 es que se volvió infeccioso para los humanos a través de un evento de propagación natural (zoonosis). La posición minoritaria es que se contagió a los humanos al escapar de un laboratorio en el que se estaba estudiando. Las pruebas disponibles apoyan la zoonosis.
Las pruebas disponibles sugieren que el virus SARS-CoV-2 fue albergado originalmente en murciélagos, y se propagó a los humanos a partir de animales salvajes infectados, que funcionaron como huésped intermediario, en el Mercado de marisco de Huanan en Wuhan, Hubei, China, en diciembre de 2019.  Se han identificado varias especies animales candidatas como posibles hospedadores intermediarios. No hay pruebas de que el SARS-CoV-2 existiera en ningún laboratorio antes de la pandemia, ni que se hubiera producido ningún incidente de bioseguridad sospechoso en ningún laboratorio.
Entre los argumentos contra la fuga se encuentra que si se produce un brote de coronavirus en China, es muy probable que ocurra cerca de una gran ciudad y, por tanto, cerca de un laboratorio que estudie los coronavirus. La idea de una filtración en el IVW también ganó apoyo debido al secretismo durante la respuesta del gobierno chino. La teoría de la filtración del laboratorio y su utilización como arma por parte de los políticos han potenciado y aumentado el sentimiento antichino. Los científicos del IVW habían recogido previamente muestras de virus de murciélagos en la naturaleza, y las acusaciones de que también realizaron trabajos no divulgados sobre dichos virus son fundamentales para algunas versiones de la idea. Algunas versiones, en particular las que alegan ingeniería del genoma, se basan en misinformation o tergiversaciones de pruebas científicas.
La idea de la filtración accidental resurgió en 2021. En marzo, la Organización Mundial de la Salud (OMS) publicó un informe que consideraba la posibilidad "extremadamente improbable", aunque el director general de la OMS dijo que las conclusiones del informe no eran definitivas. China rechazó los planes posteriores de auditorías de laboratorio.
```
La 
politización
 sigue siendo motivo de preocupación.
[
38
]
[
39
]
 En julio de 2022, dos artículos publicados en 
Science
 describieron nuevas pruebas epidemiológicas y genéticas que sugerían que la pandemia probablemente comenzó en el mercado mayorista de marisco de Huanan y no procedía de un laboratorio.
[
28
]
[
40
]
[
17
]
```

La mayoría de los científicos siguen siendo escépticos sobre la posibilidad de un origen de laboratorio, citando la falta de cualquier evidencia de apoyo para una fuga de laboratorio y la abundante evidencia que apoya la zoonosis.  Aunque algunos científicos están de acuerdo en que debería examinarse una fuga de laboratorio como parte de las investigaciones en curso,

### Zoonosis
La mayoría de las nuevas enfermedades infecciosas comienzan con un evento de propagación desde los animales, y además, se propagan de forma espontánea (ya sea por contacto con animales salvajes, que son la mayoría de los casos, o con animales de granja).}} Por ejemplo, la aparición del virus Nipah en Perak, Malasia, y el brote de 2002 de SARS-CoV-1 en la provincia de Guangdong, China, fueron zoonosis naturales cuyo origen se remonta a la fauna salvaje. Los científicos consideran que el COVID-19 es "de probable origen animal". Se ha clasificado como una enfermedad zoonótica (transmisible de forma natural de animales a humanos). Algunos científicos discuten esta clasificación, ya que no se ha confirmado la existencia de un reservorio natural. La fuente original de transmisión viral a los humanos sigue sin estar clara, al igual que si el virus se convirtió en patogénico (capaz de causar enfermedad) antes o después de un evento de propagación.
Los murciélagos, un gran reservorio de betacoronavirus, se consideran el reservorio natural más probable del SARS-CoV-2. Las diferencias entre los coronavirus de los murciélagos y el SARS-CoV-2 sugieren que los humanos pueden haberse infectado a través de un huésped intermediario. La investigación sobre el reservorio natural del virus que causó el brote de SARS de 2002 ha dado como resultado el descubrimiento de muchos coronavirus similares al SARS que circulan en murciélagos, la mayoría encontrados en murciélagos de herradura. Los análisis indican que un virus recogido de Rhinolophus affinis (murciélago de herradura intermedio) en una cueva cerca de la ciudad de Tongguan en la provincia de Yunnan, designado RaTG13, tiene un parecido del 96% con el SARS-CoV-2. El genoma del virus RaTG13 era la secuencia conocida más cercana al SARS-CoV-2 hasta el descubrimiento de BANAL-52 en murciélagos de herradura de Laos, pero no es su ancestro directo. También se identificaron otras secuencias estrechamente relacionadas en muestras de poblaciones locales de murciélagos de la provincia de Yunnan. Uno de estos virus, RpYN06, comparte un 97% de identidad con el SARS-CoV-2 en una gran parte de su genoma, pero un 94% de identidad en general. Tales "trozos" de ácidos nucleicos muy idénticos son a menudo implicados como evidencia de un antecesor común.
Un ancestro del SARS-CoV-2 probablemente adquirió la unión "generalista" a varias especies diferentes a través de la evolución adaptativa en murciélagos y una especie de hospedador intermedio. Estimaciones basadas en secuencias genómicas y rastreo de contactos han situado el punto de origen del SARS-CoV-2 en humanos entre mediados de octubre y mediados de noviembre de 2019. Algunos científicos (como el citado Fauci y Roger Frutos, del CIRAD) han sugerido que una circulación lenta y no detectada en un número menor de humanos antes de un evento umbral (como la replicación en un número mayor de huéspedes en una ciudad más grande como Wuhan) podría explicar un periodo de adaptación no detectado.
Las primeras infecciones humanas conocidas por SARS-CoV-2 se descubrieron en Wuhan (China) en diciembre de 2019.
Dado que muchos de los primeros infectados eran trabajadores del Mercado de marisco de Huanan,  originalmente se sugirió que el virus podría haberse originado en animales salvajes vendidos en el mercado, incluidos gatos de algalia, perros mapache, murciélagos o pangolines. Análisis ambientales posteriores demostraron la presencia de SARS-CoV-2 en el mercado, con mayor prevalencia en las zonas del mercado donde se encontraban los animales conocidos por ser susceptibles a la infección por SARS-CoV-2. Los primeros casos humanos se agruparon en torno al mercado, e incluyeron infecciones de dos linajes distintos de SARS-CoV-2. Estos dos linajes demostraron que el virus estaba infectando activamente a una población de animales en el mercado, y que el contacto sostenido entre esos animales y los humanos había permitido múltiples transmisiones virales a los humanos. Más tarde se demostró que todos los primeros casos de COVID-19 estaban localizados en el mercado y sus inmediaciones.
Aunque se sabe que en Huanan se vendieron otros animales salvajes susceptibles de contraer la infección por SARS-CoV-2, no se vendieron murciélagos ni pangolines en el mercado.

### Instituto de Virología de Wuhan

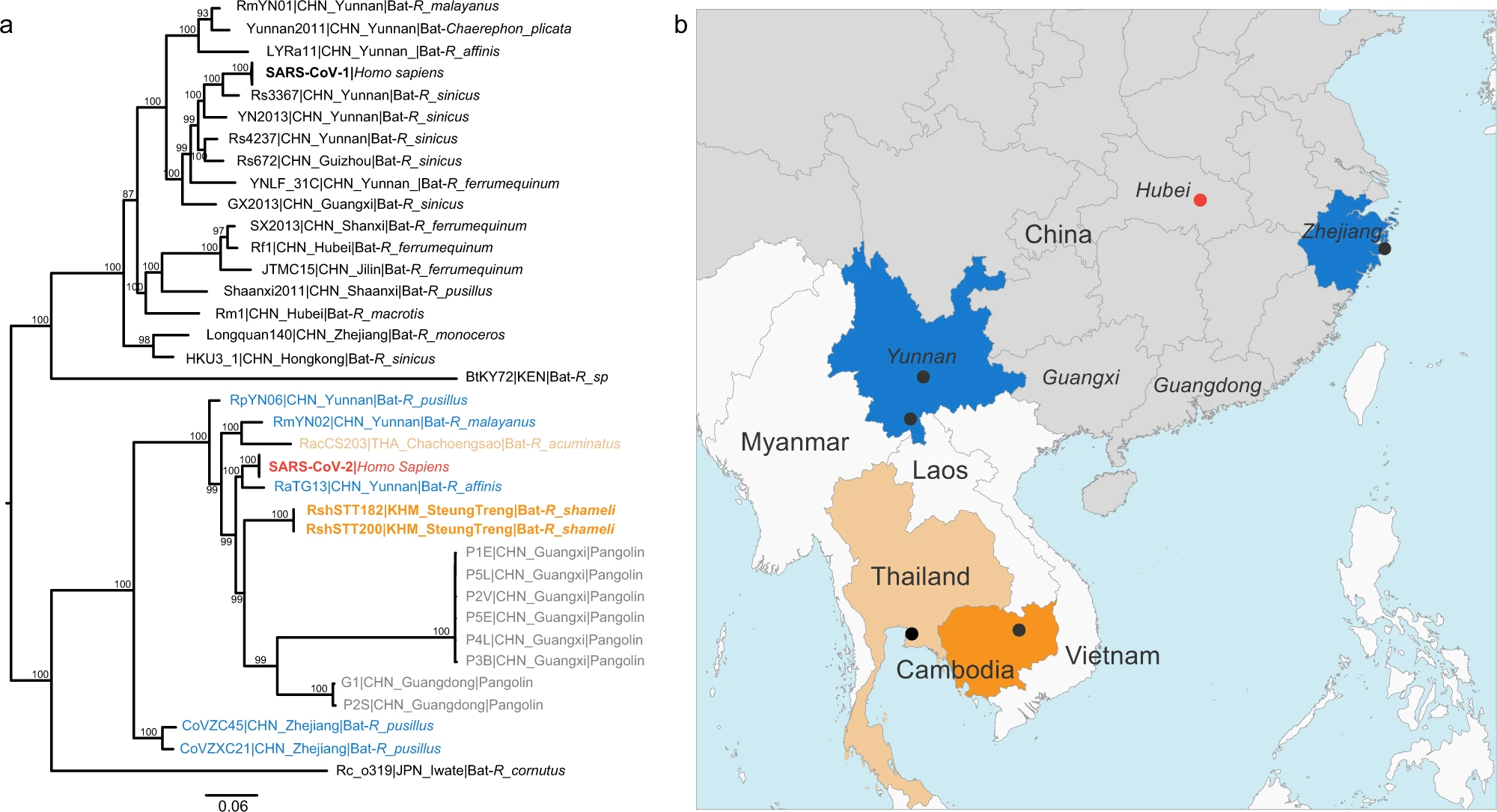
Árbol filogenético del SARS-CoV-2 y los betacoronavirus estrechamente relacionados (izquierda) y su contexto geográfico (derecha)

El Instituto de Virología de Wuhan y el Centro de Control de Enfermedades de Wuhan están situados a pocos kilómetros del foco original de la pandemia, el mercado mayorista de marisco de Huanan de Wuhan, y esta misma cercanía ha facilitado que arraiguen las teorías conspirativas que sugieren que el laboratorio debe ser el origen del virus. Sin embargo, los laboratorios de virología suelen construirse cerca de las posibles zonas de brotes. Los defensores de la teoría de la fuga del laboratorio suelen omitir mencionar que la mayoría de las grandes ciudades chinas tienen laboratorios de investigación de coronavirus. Los brotes de virus tienden a comenzar en las zonas rurales, pero se notan primero en las grandes ciudades. Stephan Lewandowsky y sus colegas escriben que la ubicación del Instituto cerca del lugar del brote es "literalmente una coincidencia" y usar esa coincidencia como prueba a priori de una fuga de laboratorio tipifica una especie de falacia de conjunción.
El Instituto de Virología de Wuhan (IVW) llevaba investigando los coronavirus de murciélago similares al SARS desde 2005, y participó en 2015 en experimentos que algunos expertos (como Richard Ebright) han caracterizado como ganancia de función. Otros (entre ellos Ralph Baric) han rebatido la caracterización, señalando que los experimentos en cuestión (que implicaban virus quiméricos) no se llevaron a cabo en el IVW, sino en la Universidad de Carolina del Norte en Chapel Hill, cuyo comité de bioseguridad institucional evaluó que los experimentos no eran de "ganancia de función". Baric reconoció los riesgos que implican estos estudios y escribió: "Los paneles de revisión científica pueden considerar que estudios similares de creación de virus quiméricos basados en cepas circulantes son demasiado arriesgados para llevarlos a cabo [...]. El potencial para prepararse y mitigar futuros brotes debe sopesarse frente al riesgo de crear patógenos más peligrosos."
El hecho de que el laboratorio se encuentre en Wuhan, la ciudad donde se produjo el primer brote de la pandemia, y el hecho de que la investigación en el IVW se estaba llevando a cabo bajo los menos estrictos niveles de bioseguridad (BSL) 2 y 3, ha llevado a especular con que el SARS-CoV-2 podría haberse escapado del laboratorio de Wuhan. Richard Ebright dijo que una razón por la que a veces se utilizan laboratorios de nivel de bioseguridad BSL-2 de baja contención es el coste y los inconvenientes de las instalaciones de alta contención. La viróloga australiana Danielle Anderson, que fue la última científica extranjera que visitó el IVW antes de la pandemia, afirmó que el laboratorio "funcionaba igual que cualquier otro laboratorio de alta contención". También afirmó que contaba con "estrictos protocolos de seguridad". Es posible que el mercado de marisco de Huanan sólo sirviera de punto de partida para un virus que ya circulaba por Wuhan, lo que facilitó la rápida expansión del brote.

### Incidentes previos de fugas en laboratorios y teorías conspirativas
Algunos incidentes de fugas en laboratorios se han producido en el pasado. Una instalación de investigación soviética en 1979 filtró ántrax y murieron al menos 68 personas. El brote de fiebre aftosa de 2007 en el Reino Unido fue causado por una tubería con fugas en un laboratorio de alta seguridad. El virus del SARS se escapó al menos una vez, y probablemente dos, de un laboratorio de biocontención de alto nivel en China.
Las exposiciones benignas a patógenos (que no dan lugar a una infección) probablemente no se denuncian lo suficiente, dadas las consecuencias negativas de tales sucesos en la reputación de una institución anfitriona y el bajo riesgo de epidemias generalizadas. El epidemiólogo Marc Lipsitch y el bacteriólogo Richard Ebright han afirmado que el riesgo de infección adquirida en el laboratorio (especialmente con patógenos modificados) es mayor de lo que se cree.
Ninguna epidemia ha sido causada por la filtración de un nuevo virus. El único incidente de una infección adquirida en laboratorio que condujo a una epidemia es la gripe rusa de 1977 que probablemente fue causada por una cepa filtrada del virus H1N1 que había circulado de forma natural hasta la década de 1950.
Brotes anteriores de nuevas enfermedades, como el SIDA, el virus H1N1/09, el SARS y el Ébola han sido objeto de teorías conspirativas y acusaciones de que el agente causante se creó en un laboratorio o se escapó de él. Actualmente se entiende que cada una de ellas tiene un origen natural. Algunos activistas antibiotecnología afirmaron falsamente que un patógeno vegetal de los olivos era fruto del trabajo de los científicos, a pesar de las pruebas en contra de que el patógeno no era una cepa de laboratorio. Estudios posteriores demostraron que el origen era muy anterior al taller objeto de las falsas afirmaciones, y una vía más típica de introducción por una planta importada.

## Escenarios propuestos
La teoría de la fuga de laboratorio no es un único escenario propuesto discreto, sino una colección de varios escenarios propuestos en un espectro con, en un extremo, un accidente descuidado de la investigación legítima; en el otro, la ingeniería y la liberación de un arma biológica china. Aunque las hipótesis propuestas están teóricamente sujetas a una investigación basada en pruebas, no está claro que ninguna pueda ser lo suficientemente falsable como para aplacar a los partidarios de las fugas de laboratorio, y se alimentan del pensamiento pseudocientífico y conspiranoico.
No hay pruebas de que ningún laboratorio tuviera muestras de SARS-CoV-2, o de un virus antepasado plausible, antes del inicio de la pandemia de COVID-19.
Varias fuentes han planteado la hipótesis de que el SARS-CoV-2 podría haberse filtrado desde el Instituto de Virología de Wuhan u otro laboratorio de Wuhan, como el Centro de Control de Enfermedades de Wuhan. Las teorías varían sobre si fue un acto intencionado o un accidente. Las teorías también varían sobre si el virus fue modificado por la actividad humana antes de ser liberado. En enero de 2020, algunos defensores de las filtraciones de laboratorio estaban promoviendo una narrativa con componentes conspiracionistas; tales narrativas se apoyaban a menudo utilizando "tropos racistas que sugieren que los datos epidemiológicos, genéticos u otros datos científicos habían sido ocultados o alterados a propósito para oscurecer el origen del virus". David Gorski se refiere al "flagrante racismo antichino y la xenofobia detrás de la hipótesis de la filtración del laboratorio, cuyos defensores a menudo atribuyen un encubrimiento nefasto al gobierno chino". El uso de la retórica xenófoba también provocó un aumento del sentimiento antichino.
En las redes sociales se ha extendido la idea de que COVID era un arma biológica china, y concuerda con la retórica sobre cómo un peligro amarillo amenaza a los blancos. El historiador de la ciencia Fred Cooper y sus colegas escriben que en el Reino Unido las actitudes hacia los chinos han estado contaminadas durante mucho tiempo por estereotipos xenófobos. Cooper establece un paralelismo entre el relato de la filtración del laboratorio de Wuhan y las maquinaciones del supervillano de ficción Fu Manchú, que es "experto en la aplicación mortal de agentes animales y biológicos" y que ha sido representado en programas de televisión amenazando a Occidente con enfermedades letales.

### Orígenes
En los primeros días de la pandemia de COVID-19, la especulación sobre una fuga de laboratorio se limitó a publicaciones en Internet de mentalidad conspirativa, incluyendo 4Chan e Infowars, pero las ideas comenzaron a tener una difusión más amplia después de que las acusaciones sobre un "arma biológica china" fueran publicadas originalmente por Great Game India y luego republicadas por los sitios web Red State Watch y Zero Hedge. A partir de ahí, la idea cobró fuerza en los medios de comunicación y fue defendida por figuras políticas conservadoras estadounidenses.
La idea se dividió en diversas variantes, incluida una que proponía que los asiáticos eran inmunes al COVID, o que los chinos tenían una vacuna secreta preparada para su uso. Algunos propusieron que el gobierno chino y la Organización Mundial de la Salud estaban operando juntos en una conspiración.El presidente estadounidense de la época, Donald Trump, utilizó retórica antichina (como "gripe Kung") para alimentar la idea, y dijo en una conferencia de prensa en abril de 2020 que tenía documentos que apoyaban la idea de que el SARS-CoV-2 había venido del Instituto de Virología de Wuhan.
Como reacción a este ambiente politizado, la mayoría de las fuentes científicas y de los medios de comunicación dominantes asumieron que la idea de la filtración del laboratorio no era más que propaganda alimentada por motivos raciales, y para el verano de 2020 la idea fue ampliamente descartada, hasta que el siguiente presidente estadounidense, Joe Biden, ordenó una investigación sobre los orígenes del COVID en 2021.

### Liberación accidental de un virus natural
Algunos autores han planteado la hipótesis de que el virus surgió en humanos a partir de una infección accidental de trabajadores de laboratorio por contacto con una muestra extraída de un animal salvaje o por contacto directo con un animal cautivo o sus gotitas respiratorias o heces.>.
El ex director de los CDC, Robert R. Redfield, dijo en marzo de 2021 que, en su opinión, la causa más probable del virus era una fuga de laboratorio, lo que "no implica ninguna intencionalidad", y que, como virólogo, no creía que tuviera "sentido biológico" que el virus fuera tan "eficiente en la transmisión entre humanos" desde el primer brote. El hecho de que los científicos no hayan tenido éxito en encontrar un huésped intermedio que recogiera el virus de los murciélagos y lo transmitiera a los humanos es visto por algunos como una prueba que apoya una filtración de laboratorio, según The Guardian'.
El virólogo de la Universidad de Utah, Stephen Goldstein, ha criticado la base científica de los comentarios de Redfield, afirmando que dado que la proteína de la espiga del SARS-CoV-2 es muy eficaz para saltar entre huéspedes, no debería sorprendernos que se transmita eficazmente entre humanos. Goldstein dijo: "Si un virus humano como el SARS-CoV2 puede transmitirse entre visones]], no hay base para suponer que un virus de murciélago [también el SARS-CoV2] no pueda transmitirse entre humanos. Puede que los humanos pensemos que somos muy especiales, pero para un virus no somos más que otro huésped mamífero".

#### Evaluación de la OMS
El Estudio mundial sobre los orígenes del SARS-CoV-2, convocado por la OMS, redactado por un equipo conjunto de científicos chinos e internacionales y publicado en marzo de 2021, evaluó la introducción a través de un incidente de laboratorio como "extremadamente improbable" y no apoyada por ninguna evidencia disponible, aunque el informe afirmaba que esta posibilidad no podía descartarse por completo sin más pruebas. El informe afirmaba que la propagación humana a través de un animal huésped intermediario era la explicación más probable, siendo la propagación directa a través de murciélagos la siguiente más probable. La introducción a través de la cadena de suministro de alimentos y el Mercado de marisco de Huanan se consideraba menos probable.
Un pequeño grupo de investigadores afirmó que no confiaría en las conclusiones del informe porque estaba supervisado por el gobierno chino, y algunos observadores consideraron que la declaración de la OMS era prematura. Otros científicos consideraron que el informe era convincente y afirmaron que no había pruebas de un origen de laboratorio para el virus.
El director general de la OMS, Tedros Adhanom, declaró que el equipo había tenido dificultades para acceder a los datos brutos sobre los primeros casos de COVID-19 y que la hipótesis menos probable, una fuga de laboratorio, requería una investigación adicional porque "se necesitarán más datos y estudios para llegar a conclusiones más sólidas".  El líder del equipo investigador de la OMS, Peter Ben Embarek, dijo que "un empleado del laboratorio se infecta mientras trabaja en una cueva de murciélagos recogiendo muestras. Tal escenario, aunque se trataría de una fuga de laboratorio, también encajaría con nuestra primera hipótesis de transmisión directa del virus de murciélago a humano."
Estados Unidos, la Unión Europea y otros 13 países criticaron el estudio convocado por la OMS y pidieron transparencia al Gobierno chino y acceso a los datos brutos y las muestras originales. Los funcionarios chinos describieron estas críticas como "un intento de politizar el estudio". Los científicos que participaron en el informe de la OMS, entre ellos Liang Wannian, John Watson y Peter Daszak, se opusieron a las críticas y afirmaron que el informe era un ejemplo de la colaboración y el diálogo necesarios para continuar con éxito las investigaciones sobre el asunto.
El 15 de julio de 2021, el director general de la OMS, Tedros Adhanom Ghebreyesus, dijo que la teoría de la fuga del laboratorio COVID-19 había sido descartada prematuramente por la OMS, tras sus declaraciones anteriores de que una posible fuga requiere "una investigación más profunda, potencialmente con misiones adicionales en las que participen expertos especializados". Propuso una segunda fase de la investigación de la OMS, que, según él, debería examinar más de cerca la idea de la filtración del laboratorio, y pidió al Gobierno chino que fuera "transparente" y publicara los datos pertinentes. Más tarde, el 17 de julio, Tedros pidió "auditorías de los laboratorios e instituciones de investigación pertinentes" en la zona de los casos iniciales de COVID-19. El Gobierno chino se negó diciendo que mostraba "falta de respeto" y "arrogancia hacia la ciencia". Estados Unidos criticó la postura de China sobre el seguimiento de la investigación sobre el origen del virus por "irresponsable" y "peligrosa".
En junio de 2022, el Grupo de Asesoramiento Científico sobre Orígenes de Nuevos Patógenos (SAGO, por sus siglas en inglés) de la OMS publicó un informe preliminar en el que instaba a profundizar en la investigación de la posibilidad de una fuga de laboratorio. El presidente de la SAGO afirmó en una rueda de prensa que "las pruebas más sólidas siguen estando en torno a una transmisión zoonótica". La AP describió el informe como un "cambio radical" respecto a la evaluación anterior de la OMS, y Science.org describió las reacciones de los académicos como mixtas.
A principios de 2023, la OMS abandonó su investigación original sobre el origen del SRAS-CoV-2, delegando el trabajo a su comité permanente, el Grupo Científico Asesor sobre Orígenes de Nuevos Patógenos (SAGO). Este trabajo intentará establecer una cronología del COVID-19, buscar virus similares y realizar más estudios de laboratorio en animales y muestras humanas.

#### Mina de cobre de Mojiang
Miembros de DRASTIC, un grupo de activistas de Internet que defienden la teoría de la fuga en el laboratorio, han suscitado preocupación por un brote respiratorio ocurrido en la primavera de 2012 cerca de una mina de cobre abandonada en China, que el grupo de Shi Zhengli investigó. El grupo de Shi recogió una muestra de ARN viral y lo denominó RaBtCoV/4991. Posteriormente, el grupo de Shi publicó un artículo sobre un virus denominado RaTG13 en Nature en febrero de 2020.  Mediante comparaciones de secuencias, quedó claro que RaBtCoV/4991 y RaTG13 eran probablemente el mismo virus. Shi ha dicho que el cambio de nombre se hizo para reflejar el lugar de origen y el año del virus.
Algunos defensores, entre ellos Nicholas Wade y el miembro seudónimo de DRASTIC, "TheSeeker268", argumentaron que el cambio de nombre era un intento de oscurecer los orígenes del virus y ocultar cómo podría estar relacionado con un origen de laboratorio del virus relacionado SARS-CoV-2. Los científicos han afirmado que el RaTG-13 tiene un parentesco demasiado lejano como para estar relacionado con los orígenes de la pandemia, y que no podría alterarse en un laboratorio para crear el SARS-CoV-2. Posteriormente, Nature publicó un apéndice al artículo sobre RaTG13 de 2020 en el que se abordaba cualquier posible relación con la mina, y en el que Shi afirma que el virus se recogió allí, pero que muy probablemente no fue la causa de las enfermedades de los mineros. Según el apéndice, las pruebas de laboratorio realizadas en el suero de los trabajadores dieron negativo, y "no se habían encontrado anticuerpos contra un coronavirus similar al SARS"

### Liberación accidental de un virus modificado genéticamente
Una teoría conspirativa difundida en apoyo de un origen de laboratorio sugiere que el SARS-CoV-2 se desarrolló para investigación de ganancia de función en coronavirus. El significado exacto de "ganancia de función" es objeto de disputa entre los expertos.Según declaraciones enviadas por correo electrónico por Shi Zhengli, director del Centro de Enfermedades Infecciosas Emergentes del Instituto de Virología de Wuhan, su laboratorio no ha realizado ningún experimento inédito de ganancia de función con coronavirus, y todo el personal y los estudiantes del IVW dieron negativo en las pruebas de detección del virus en los primeros días de la pandemia.

#### Sitio de clavaje de la furina

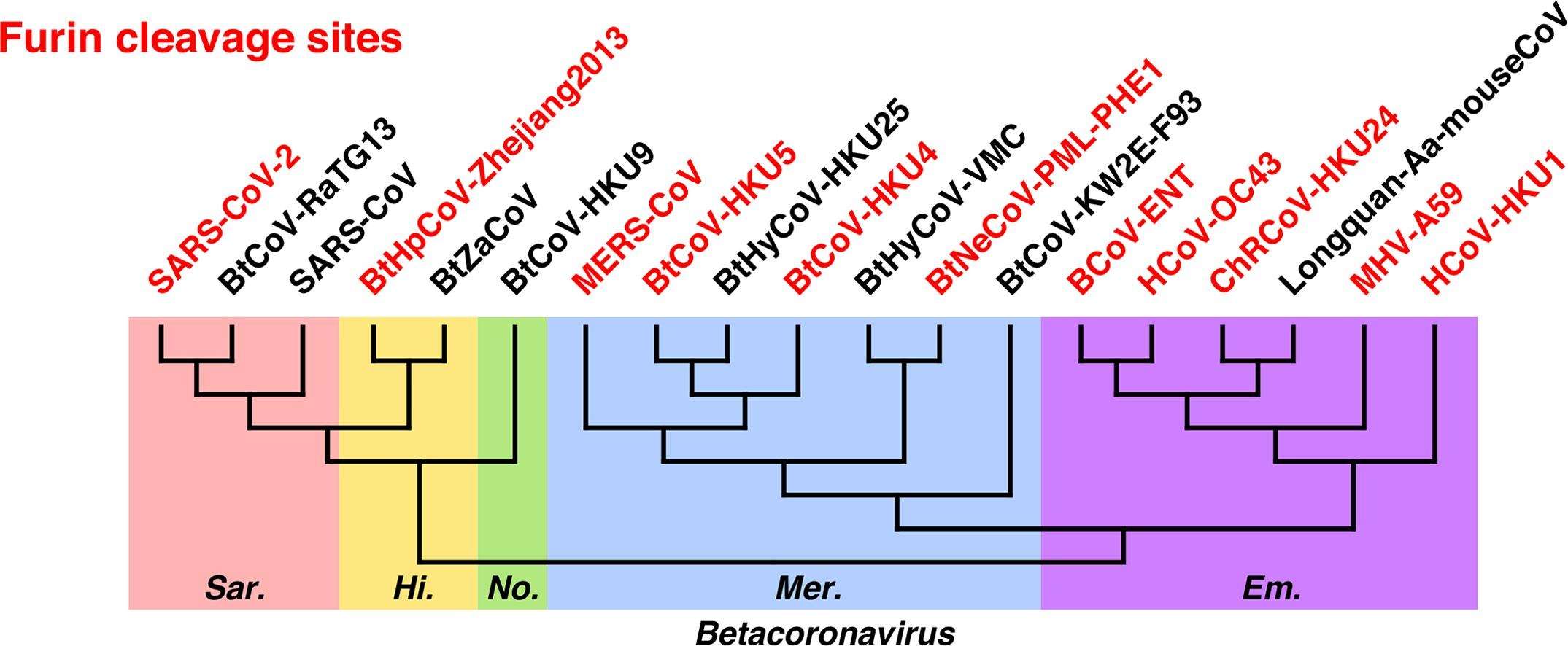
Árbol filogenético que representa la presencia (rojo) o ausencia (negro) de un sitio de escisión de furina en varias especies de betacoronavirus. De Wu et al.

Una vertiente de la argumentación a favor de una fuga de laboratorio del virus se basa en la premisa de que hay algo "antinatural" en la composición genética del virus SARS-CoV-2, lo que demuestra que debe haber sido creado por ingeniería genética.Algunas afirmaciones de bioingeniería se centran en la presencia de dos codones  secuenciales citosina-guanina-guanina (CGG) en el ARN del virus, más concretamente en el sitio crucial de corte de la furina. El codón CGG es uno de los varios codones que traduce a un aminoácido arginina, y es el codón de arginina menos común en los betacoronavirus patógenos humanos. En parte, esta falta de codones CGG en los coronavirus patógenos humanos se debe a la selección natural; las células B del cuerpo humano reconocen las zonas de los genomas de los virus en las que la C y la G están una al lado de la otra  (los llamados islas CpG). El codón CGG constituye el 5% de los codones de arginina en el genoma del SARS-CoV-1, y constituye el 3% de los codones de arginina en el genoma del SARS-CoV-2.
Los defensores de un virus manipulado, incluido el periodista Nicholas Wade, afirman que dos codones tan poco comunes seguidos son prueba de un experimento de laboratorio; debido a la baja probabilidad de que un par de codones CGG ocurran en la naturaleza, y en contraste, el uso común de codones CGG para arginina en trabajos de ingeniería genética. Esta afirmación ha sido refutada por los científicos, que señalan que el codón CGG también está presente (e incluso es más frecuente) en otros coronavirus, incluido el MERS-CoV, y que un codón sea raro no significa que no pueda estar presente de forma natural. Si el codón CGG se hubiera introducido por ingeniería en el virus, debería haber mutado y desaparecido del virus a medida que circulaba entre los humanos en estado salvaje durante varios años, pero ha ocurrido lo contrario. De hecho, la presencia del sitio de escisión de la furina, responsable de un aumento significativo de la transmisibilidad, compensa ampliamente cualquier respuesta inmunitaria desventajosa de los linfocitos B desencadenada por las secuencias genéticas que la codifican.
Otra fuente de especulación es la mera presencia del sitio de escisión de la furina. Está ausente en los parientes conocidos más cercanos del SARS-CoV-2 (pero presente en otros betacoronavirus, por ejemplo, BtHpCoV-ZJ13). Lo más probable es que esta anomalía sea el resultado de recombinación genética, y no es de extrañar, además, ya que el linaje genético de estos virus no ha sido explorado, muestreado o secuenciado adecuadamente. Una ocurrencia común entre otros coronavirus (incluyendo MERS-CoV, HCoV-OC43, HCoV-HKU1, y que aparece de forma casi idéntica en HKU9-1), el sitio está precedido por cortas secuencia palindrómica que sugieren una recombinación natural causada por simples mecanismos evolutivos. Además, la configuración subóptima y la mala orientación del sitio de escisión para humanos o ratones en comparación con ejemplos conocidos (como HCoV-OC43 o HCoV-HKU1), junto con el complejo y oneroso trabajo de biología molecular que esto habría requerido, es incompatible con lo que cabría esperar de un virus manipulado.
El proyecto DEFUSE fue una solicitud de subvención DARPA rechazada, que proponía tomar muestras de coronavirus de murciélagos de varios lugares de China. El documento de la propuesta rechazada fue publicado en línea por DRASTIC en septiembre de 2021. Entre los coinvestigadores de la propuesta rechazada se encontraban Peter Daszak de EcoHealth Alliance, Ralph Baric de la Universidad de Carolina del Norte, Linfa Wang de la Duke-NUS Medical School de Singapur y Shi Zhengli del Instituto de Virología de Wuhan. Los becarios propusieron evaluar la capacidad de los virus de murciélago para infectar células humanas en el laboratorio utilizando virus quimera a partir de coronavirus que habían mutado en diferentes lugares, y luego pcrear vacunas basadas en proteínas a partir de la proteína espiga (S) (no el virus entero) que se distribuirían a los murciélagos en la naturaleza para reducir las posibilidades de futuros brotes en humanos. Una de las alteraciones propuestas consistía en modificar los coronavirus de murciélago para insertar un sitio de corte para la proteasa furina en la unión S1/S2 de la proteína viral de la espiga (S). No hay pruebas de que en el IVW se haya llevado a cabo ninguna manipulación genética o genética inversa (técnica necesaria para fabricar virus quiméricos) de coronavirus de murciélagos relacionados con el SARS.  Todas las pruebas disponibles apuntan a que el sitio de escisión de la furina del SARS-CoV-2 es el resultado de la evolución natural.

#### Opinión política y gubernamental
La situación reavivó el debate sobre la investigación sobre la ganancia de función, aunque la intensa retórica política en torno a la cuestión ha amenazado con dejar de lado la investigación seria sobre la política en este ámbito. Los investigadores han dicho que la politización del debate está haciendo el proceso más difícil, y que las palabras se tuercen a menudo para convertirse en "alimento para las teorías de la conspiración".La idea de que un experimento realizado en 2015 sobre coronavirus similares al SARS fueran el origen de la pandemia se publicó en tabloides británicos a principios de la pandemia.  La viróloga Angela Rasmussen escribe que esto es poco probable, debido al intenso escrutinio y a la supervisión gubernamental a la que está sujeta la investigación de ganancia de función, y que es improbable que la investigación sobre coronavirus difíciles de obtener pueda ocurrir bajo el radar.
El senador por Kentucky, Rand Paul, denunció que los Institutos Nacionales de Salud de Estados Unidos (NIH)  habían estado financiando investigaciones de ganancia de función en Wuhan, acusando a investigadores como el epidemiólogo Ralph Baric de crear "supervirus". Tanto Fauci como el director de los NIH, Francis Collins, negaron que el gobierno de EE. UU. apoyara dicha investigación. Baric rechazó igualmente las acusaciones de Paul, diciendo que la investigación de su laboratorio sobre la transmisión entre especies de coronavirus de murciélagos no podía calificarse como ganancia de función. Mientras que un estudio de 2017 de coronavirus de murciélagos quiméricos en el IVW incluyó al NIH como patrocinador, la financiación del NIH sólo estaba relacionada con la recolección de muestras. Un verificador de hechos del Washington Post comentó que "la financiación de EcoHealth no estaba relacionada con los experimentos, sino con la recogida de muestras", y que "las declaraciones sobre la investigación de Baric parecen exageradas". En octubre de 2021, un portavoz de los NIH reconoció que EcoHealth Alliance había proporcionado nuevos datos que demostraban que, en un experimento con ratones, un coronavirus había causado más pérdida de peso de lo esperado. Esto se describió como una consecuencia inesperada de la investigación, y no como el resultado previsto o como un componente de la propuesta de financiación original. Es importante destacar que el portavoz de los NIH dijo que este hallazgo se proporcionó en un informe de progreso tardío, y no estaba disponible antes de las declaraciones anteriores sobre los experimentos en el IVW.
Un informe provisional de agosto de 2021, redactado por la minoría de miembros del Partido Republicano en el Comité de Asuntos Exteriores de la Cámara de Representantes de Estados Unidos afirmaba que era más probable un origen de fuga de laboratorio para el SARS-CoV-2 que un origen natural. El informe alegaba que el SARS-CoV-2 surgió en humanos como resultado de la investigación de ganancia de función realizada sobre el virus RaTG13, recogido en una cueva de la provincia de Yunnan en 2012, y que posteriormente fue liberado accidentalmente algún tiempo antes del 12 de septiembre de 2019, cuando la base de datos del Instituto de Virología de Wuhan se desconectó. El informe de agosto de 2021 se basa principalmente en pruebas públicas existentes, combinadas con documentos internos del Partido Comunista Chino, de antes y también de los primeros días de la pandemia.
El informe provisional se publicó coincidiendo con una investigación conjunta de ProPublica y Vanity Fair]. Inmediatamente después de su publicación, el informe fue duramente criticado por expertos en diplomacia y lengua china por traducciones e interpretaciones erróneas de documentos chinos. El bacteriólogo y partidario de la teoría de la fuga en el laboratorio, Richard Ebright, criticó el informe por empaquetar como nueva información algunas pruebas preexistentes y ya previamente examinadas. El biólogo evolutivo Michael Worobey comentó que el documento parecía ser o bien "un esfuerzo cínico para tratar de ganar votos republicanos" en las elecciones intermedias de noviembre de 2022, o bien "un grupo de empleados sin capacidad para entender la ciencia que tropezaron con un montón de tweets llenos de desinformación." La viróloga Angela Rasmussen describió el informe como "un vergonzoso mal uso del dinero y los recursos de los contribuyentes" La versión final del informe se publicó el 18 de abril de 2023. La versión final reiteró la posición provisional de que la pandemia comenzó en un incidente de laboratorio en el otoño de 2019, basándose en lo que denominó una "preponderancia de pruebas circunstanciales".

##### Agencias de inteligencia
En Estados Unidos, varias agencias de inteligencia han evaluado la probabilidad de que el origen del SARS-CoV-2 fuese una fuga de laboratorio. Dichas evaluaciones no equivalen a una actividad científica, sino que sopesan la veracidad de las fuentes como base para elaborar un informe de inteligencia.
Un informe de agosto de 2021 realizado a petición del presidente Biden determinó que el gobierno chino no tenía conocimiento previo del brote de COVID-19. En general, el informe no era concluyente sobre el origen del virus. De ocho equipos reunidos de la United States Intelligence Community:
• cuatro (junto al National Intelligence Council) se inclinaban, con baja confianza, por un origen zoonótico;
• tres eran incapaces de llegar a una conclusión y; 
• uno (el FBI) apoyaba, con confianza moderada, una filtración de laboratorio.
 En 2024 transpiró que científicos del National Center for Medical Intelligence, un instituto de la Agencia de Inteligencia de la Defensa, determinaron que el covid-19 fue manipulado en un laboratorio, pero que su conclusión no fue incluida en el reporte, y que el Inspector General de la Agencia abrió una investigación para determinar si ésta determinación científica fue suprimida.
Las agencias de inteligencia británicas creen que es "factible" que el virus comenzara con una filtración desde un laboratorio chino.
En febrero de 2023, el Departamento de Energía de los Estados Unidos, basándose en nuevos datos de inteligencia, había cambiado su opinión sobre que la pandemia se originara con una fuga en un laboratorio de "indecisa" a "de poca confianza". En la comunidad de inteligencia, "baja confianza" significa que la información procede de fuentes de baja calidad o poco fiables. A raíz de estos informes, el director del FBI Christopher A. Wray dijo que el gobierno de China estaba haciendo todo lo posible para frustrar cualquier investigación. El Consejero de Seguridad Nacional de la Casa Blanca respondió al informe diciendo que "algunos elementos de la comunidad de inteligencia han llegado a conclusiones de un lado y otros de otro". Jake Sullivan respondió al informe diciendo que "algunos elementos de la comunidad de inteligencia han llegado a conclusiones en un lado, otros en el otro. Varios de ellos han dicho que simplemente no tienen suficiente información para estar seguros", y que aún no había "una respuesta definitiva" a la pregunta sobre el origen de la pandemia. La reevaluación renovó el debate político en torno al tema en EE. UU.
En junio de 2023, la Oficina del Director de Inteligencia Nacional desclasificó su informe sobre los orígenes del virus, en cumplimiento de la una ley del Congreso que le obligaba a hacerlo. El informe afirmaba que, aunque no se podía descartar la teoría de la fuga del laboratorio, la evaluación general del Consejo Nacional de Inteligencia y de la mayoría de los activos del CI (con un nivel de confianza bajo) era que lo más probable era que la pandemia comenzara como un evento zoonótico. No se encontraron pruebas de que el SARS-CoV-2 o un virus progenitor existieran en un laboratorio, y no hubo pruebas de ningún incidente de bioseguridad.Los defensores de la hipótesis de la fuga del laboratorio reaccionaron acusando a las agencias de conspirar con los chinos, o de ser incompetentes. Liam Mannix escribió que el informe estadounidense marcaba el final del caso de la fuga en el laboratorio, y que había terminado "no con una explosión, sino con un gemido".
En 2025 la CIA y la Casa Blanca afirmaron que el virus escapó de un laboratorio chino.

#### Opiniones marginales sobre la ingeniería genética
La primera mención registrada de cualquier tipo de teoría de la fuga del laboratorio apareció en forma de un tweet publicado el 5 de enero de 2020, de un usuario de Hong Kong llamado @GarboHK, insinuando que el gobierno chino había creado un nuevo virus y lo había liberado intencionadamente. Más tarde, investigadores del Instituto Indio de Tecnología formalizaron ideas similares en un preprint publicado en BioRxiv el 31 de enero de 2020, en el que afirmaban encontrar similitudes entre el genoma del nuevo coronavirus y el del VIH. El artículo fue rápidamente retirado debido a irregularidades en el "enfoque técnico y... la interpretación de los resultados" de los investigadores. Esta afirmación fue promovida por Luc Montagnier, un controvertido virólogo francés y Premio Nobel de Medicina, que sostenía que el SARS-CoV-2 podría haberse creado durante la investigación de una vacuna contra el VIH/SIDA. Los análisis bioinformáticos muestran que las secuencias comunes son cortas, que su similitud es insuficiente para apoyar la hipótesis de un origen común y que las secuencias identificadas fueron inserciones independientes que se produjeron en puntos variados durante la evolución de los coronavirus.
Varios activistas antivacunas, como Judy Mikovits y James Lyons-Weiler, promulgaron otras afirmaciones, como que el SARS-CoV-2 se creó en un laboratorio, con Mikovits yendo más allá y afirmando que el virus fue tanto diseñado como liberado deliberadamente. El análisis de Weiler, en el que argumentaba que una larga secuencia en el centro de la proteína espiga del virus no se encontraba en otros coronavirus y era una prueba de recombinación en laboratorio, fue desestimado por los científicos, que descubrieron que la secuencia en cuestión también se encontraba en muchos otros coronavirus, lo que sugería que estaba "ampliamente extendida" en la naturaleza.
El investigador chino Li-Meng Yan fue uno de los primeros defensores de la ingeniería genética deliberada, publicando artículos preprint ampliamente criticados, a favor de la teoría de la fuga de laboratorio en la primavera de 2020. Después de que publicara sus preprints, algunos agentes políticos (incluidos Steve Bannon y Guo Wengui) organizaron la huida de Yan a Estados Unidos en el verano de 2020 para participar en una gira de conferencias en medios de comunicación de derechas, como un método de distracción de la gestión de la pandemia de COVID-19 por parte de la administración Trump. Según los revisores científicos del Centro Johns Hopkins para la Seguridad Sanitaria, el artículo de Yan ofrecía "información contradictoria e inexacta que no respalda su argumento",   mientras que los revisores de Rapid Reviews: COVID-19 de MIT Press criticaron sus preprints por no demostrar "suficientes pruebas científicas para apoyar [sus] afirmaciones."
En septiembre de 2022, un grupo reunido por The Lancet publicó un amplio informe sobre la pandemia, que incluía comentarios sobre el origen del virus, supervisados por el presidente del grupo Jeffrey Sachs. Este informe sugería que el virus podría haberse originado en un laboratorio estadounidense, una idea promovida durante mucho tiempo por Sachs, incluso en el podcast del teórico de la conspiración, Robert F. Kennedy Jr.. En reacción a esto, la viróloga Angela Rasmussen comentó que este podría haber sido "uno de los momentos más vergonzosos de 'The Lancet' en lo que respecta a su papel como administrador y líder en la comunicación de información sobre la ciencia y medicina". El virólogo David Robertson afirmó que la sugerencia de la participación de un laboratorio estadounidense era una "especulación descabellada" y que "es realmente decepcionante ver cómo un informe tan influyente contribuye a aumentar la desinformación sobre un tema tan importante".

### Liberación deliberada
La historiadora de la ciencia Naomi Oreskes afirma que no conoce a ningún científico creíble que apoye la opinión de que el virus fue liberado deliberadamente, mientras que la versión que propone que el virus pudo escapar accidentalmente es más plausible.
En Estados Unidos, la senadora Marsha Blackburn propuso un proyecto de ley que permitiría a las personas presentar demandas contra China por el uso de un "arma biológica", afirmando que "China tiene una historia de 5.000 años de engaño y robo. Algunas cosas nunca cambiarán".

### Evolución en 2022
En junio de 2022, la OMS publicó un informe en el que abogaba por investigar más a fondo la teoría de las fugas de laboratorio. En respuesta, el portavoz del Ministerio de Asuntos Exteriores chino, Zhao Lijian, calificó la teoría de la filtración del laboratorio como "una mentira urdida por fuerzas antichinas con fines políticos, que no tiene nada que ver con la ciencia".
En julio de 2022, aparecieron dos artículos en la revista Science en los que se analizaban todas las pruebas epidemiológicas y genéticas disponibles de los primeros casos conocidos en Wuhan. Basándose en dos análisis diferentes, los autores de ambos trabajos concluyeron que el brote comenzó en el Mercado mayorista de marisco de Huanan y que no estaba relacionado con ningún laboratorio. Un tercer manuscrito (un pre-print) examinó muestras de ARN tomadas directamente del mercado en la primavera de 2020 y detectó ARN de SARS-CoV-2 en muestras ambientales recogidas de puestos de animales y pozos de aguas residuales del mercado. El ARN detectado era muy similar a los virus que infectaron a los primeros pacientes del brote que enfermaron tras estar presentes en el mercado. No se detectó el virus en ninguna muestra tomada directamente de los animales en el mercado. El virólogo de la Universidad de Sídney y coautor de ambas publicaciones Edward C. Holmes comentó que "La sirena ha sonado definitivamente en la teoría de la fuga del laboratorio" y "no hay correos electrónicos. No hay pruebas en ninguna parte de la ciencia. No hay absolutamente nada".

## Atención política, académica y mediática
Los primeros informes de los medios de comunicación que sugerían una filtración del laboratorio del SARS-CoV-2 aparecieron en el Daily Mail y en The Washington Times a finales de enero de 2020. En una entrevista concedida el 31 de enero de 2020 a Science Magazine, el profesor Richard Ebright afirmó que existía la posibilidad de que el SARS-CoV-2 hubiese llegado a los humanos a través de un accidente de laboratorio en Wuhan, y que todos los datos sobre la secuencia del genoma y las propiedades del virus eran "consistentes con la entrada en la población humana como un accidente natural o como un accidente de laboratorio". Un informe del 5 de febrero de 2021 de Caixin describió estos informes como rumores procedentes de dos fuentes: un artículo de un investigador indio publicado en bioRxiv que fue retirado posteriormente, y un reportaje de BBC China. El 8 de febrero de 2023, el director en funciones de los Institutos Nacionales de Salud de EE. UU. (NIH) declaró ante un comité de la Cámara de Representantes liderado por republicanos que  los virus estudiados en el laboratorio de Wuhan "no tienen ninguna relación" con el SARS-CoV-2 y que sugerir una equivalencia sería como "decir que un humano es equivalente a una vaca".
A principios de 2021, la hipótesis volvió al debate popular debido a la renovada discusión en los medios de comunicación. El renovado interés fue provocado por dos acontecimientos. En primer lugar, un artículo publicado en mayo por The Wall Street Journal informó de que trabajadores de laboratorio del Instituto de Virología de Wuhan enfermaron con síntomas similares a los de COVID-19 en noviembre de 2019. El informe se basó en sesiones informativas extraoficiales con funcionarios de inteligencia. Los casos precederían a los informes oficiales del gobierno chino que afirmaban que los primeros casos conocidos se produjeron en diciembre de 2019, aunque datos no publicados del gobierno sugerían que los primeros casos se detectaron a mediados de noviembre. The Guardian afirmaba que el artículo del WSJ apenas confirmaba, en términos de pruebas buenas y de calidad, la posibilidad de una filtración de laboratorio; un informe desclasificado del Consejo Nacional de Inteligencia afirmaba asimismo que el hecho de que los investigadores estuvieran hospitalizados no guardaba relación con los orígenes del brote. En segundo lugar, se demostró que Peter Daszak, el organizador clave de la declaración de febrero de 2020 en The Lancet, no reveló conexiones con el Instituto de Virología de Wuhan. Posteriormente, The Lancet publicó un apéndice en el que Daszak enumeraba su colaboración previa con investigadores chinos.
Tras la publicación del informe convocado por la OMS, políticos, tertulianos, periodistas y algunos científicos avanzaron afirmaciones de que el SARS-CoV-2 podría proceder del virus de la inmunodeficiencia humana. DRASTIC también contribuyó a su promoción, especialmente a través de Twitter. En julio de 2021, una encuesta de la Harvard-Politico indicaba que el 52% de los estadounidenses creía que el COVID-19 se originó a partir de una filtración en un laboratorio, mientras que el 28% creía que el COVID-19 se originó a partir de un animal infectado en la naturaleza. En marzo de 2023, el porcentaje de estadounidenses que creían en el origen de laboratorio se había duplicado (del 30% al 60%) desde 3 años antes, y el porcentaje de estadounidenses que creían en el origen natural se había reducido a la mitad (del 40% al 20%).
El divulgador científico Heslley Machado Silva describe la idea de un virus producido en China como parte de una "cruzada xenófoba en las redes sociales", similar a un escenario cinematográfico inverosímil, que sin embargo ha cosechado muchos millones de adeptos en Internet. Silva hace un llamamiento para que la pandemia sea un momento para que la humanidad sea "mejor y no una oportunidad para fomentar el odio".
Después de mayo de 2021, algunas organizaciones de medios de comunicación suavizaron el lenguaje anterior que describía la teoría de la filtración del laboratorio como "desacreditada" o una "teoría de la conspiración"'. Sin embargo, la opinión científica predominante seguía siendo que, aunque una filtración accidental era posible, también era muy poco probable.

### Relaciones China-EE.UU.
El origen del COVID-19 se convirtió en una fuente de fricción en las relaciones China-Estados Unidos. La teoría de la fuga de laboratorio fue promulgada a principios de 2020 por políticos y medios de comunicación estadounidenses, en particular el presidente Donald Trump, otros republicanos prominentes y medios conservadores (como el experto de Fox News, Tucker Carlson, y el ex editor de Breitbart News y estratega jefe de la Casa Blanca, Steve Bannon).
Trump también se había referido al virus como "gripe kung", y la administración también expresó la intención de sancionar a China. En abril de 2020, Trump afirmó tener pruebas de la teoría de la filtración del laboratorio, pero se negó a presentarlas cuando se le solicitaron. En aquel momento, los medios de comunicación no distinguían entre la filtración accidental de un virus natural en un laboratorio y las teorías de la conspiración sobre el origen de las armas biológicas. En los debates en línea, varias teorías -incluida la teoría de la fuga de laboratorio- se combinaron para formar tramas conspirativas más amplias y sin fundamento.
En mayo de 2020, el presentador de Fox News, Tucker Carlson, acusó a Anthony Fauci de haber "financiado la creación de COVID" a través de la investigación de ganancia de función en el Instituto de Virología de Wuhan (WmIVW)"". Citando un ensayo del escritor científico Nicholas Wade, Carlson alegó que Fauci había dirigido la investigación para hacer que los virus de murciélagos fueran más infecciosos para los humanos. Facebook promulgó una política para eliminar la discusión de la teoría de la fuga de laboratorio como información errónea; levantó la prohibición un año después, en mayo de 2021.
Un informe de BBC China afirmaba que el 14 de febrero, el presidente chino, Xi Jinping, propuso que la bioseguridad se incorporara a la ley; al día siguiente, se introdujeron nuevas medidas para "reforzar la gestión de los laboratorios", especialmente los que trabajan con virus. En abril de 2020, The Guardian informó de que China había tomado medidas para regular estrictamente la investigación nacional sobre el origen del brote en un intento de controlar la narrativa que rodea sus orígenes y fomentar la especulación de que el virus comenzó fuera del país. En mayo de 2020, los medios de comunicación estatales chinos publicaron declaraciones de científicos que contrarrestaban las afirmaciones de que el mercado de mariscos de Huanan y el Instituto de Virología eran posibles lugares de origen, incluidos los comentarios de George Gao, director del Centro Chino de Control y Prevención de Enfermedades.
En Estados Unidos, la desinformación antichina difundida en las redes sociales, incluidas afirmaciones infundadas sobre armas biológicas, alimentó una retórica agresiva contra las personas de ascendencia asiática, y la intimidación de científicos. A algunos científicos les preocupaba que sus palabras se malinterpretaran y se utilizaran para apoyar la retórica racista. En una carta publicada en Science, varios científicos, entre ellos Ralph S. Baric, argumentaron que la hipótesis de la fuga accidental de laboratorio no se había investigado lo suficiente y seguía siendo posible, pidiendo mayor claridad y datos adicionales. Su carta fue criticada por algunos virólogos y expertos en salud pública, que afirmaron que un enfoque "hostil" y "divisivo" sobre la VMI no estaba respaldado por pruebas, estaba impidiendo las investigaciones sobre las preocupaciones legítimas acerca de la respuesta pandémica de China y la transparencia, al combinarlas con argumentos especulativos y sin mérito, y haría que los científicos y las autoridades chinas compartieran menos datos en lugar de más.
Algunos miembros del gobierno chino han promovido una teoría de la contra-conspiración que afirma que el SARS-CoV-2 se originó en la instalación militar estadounidense de Fort Detrick. Esta teoría tiene poco apoyo. Se cree que las exigencias chinas de investigar los laboratorios estadounidenses son una técnica de distracción para desviar la atención de Wuhan.

### Ataques a los científicos
Una característica consistente de todas las variedades de la teoría de la fuga de laboratorio es que enfocan la culpa sobre los científicos. Se acusa a los científicos de diseñar el virus o de permitir que se escapase de sus laboratorios por negligencia, y de conspirar para encubrir sus fechorías.
Dos miembros de la facultad de la Universidad de Rutgers – Richard Ebright y Bryce Nickels –  han sido destacados actores en los medios sociales que promueven la posición de la fuga de laboratorio, y han atacado continuamente a los investigadores de COVID-19, y los han comparado con nazis y Pol Pot. En marzo de 2024, doce científicos presentaron una queja formal a Rutgers sobre Ebright y Nickels, afirmando que habían publicado mensajes en las redes sociales que ponían en peligro su seguridad y que podríab ser difamatorios. Ebright reaccionó a la denuncia diciendo que era "un burdo esfuerzo para silenciar [...] a los oponentes" y Nickels dijo que la denuncia contenía '_"mentiras deliberadas".

### Efectos negativos
Según Paul Thacker (escribiendo para el British Medical Journal), algunos científicos y periodistas afirmaron que "la consideración objetiva de los orígenes del COVID-19 se torció al principio de la pandemia, ya que los investigadores financiados para estudiar virus con potencial pandémico lanzaron una campaña etiquetando la hipótesis de la fuga de laboratorio como una teoría de la conspiración". En febrero de 2020, se publicó una carta en The Lancet escrita por 27 científicos y encabezada por Peter Daszak en la que se calificaban algunas ideas alternativas sobre el origen del virus como "teorías de la conspiración". Filippa Lentzos dijo que algunos científicos "cerraron filas" como resultado de esa reflexión, temiendo por sus carreras y subvenciones. La carta fue criticada por Jamie Metzl por "propaganda científica y matonismo", y por Katherine Eban por haber tenido un "efecto amedrentador" en la investigación científica y la comunidad científica, dando a entender que los científicos que "plantean la teoría de la fuga de laboratorio ... están haciendo el trabajo de los teóricos de la conspiración".
A principios de 2020, científicos como Jeremy Farrar, Kristian G. Andersen y Robert F. Garry, entre otros, enviaron correos electrónicos a Anthony Fauci con preguntas sobre lo que Andersen denominó "teorías conspirativas chifladas" sobre una filtración de laboratorio, y si las pruebas las respaldaban.  Al director de los NIH Francis Collins le preocupaba entonces que la discusión sobre esta posibilidad pudiera dañar la "armonía internacional".  Tras el descubrimiento de virus similares en la naturaleza, más investigaciones sobre el genoma y la disponibilidad de más secuencias genómicas de los primeros días de la pandemia, estos científicos declararon públicamente que apoyaban la teoría zoonótica como la explicación más probable.
Algunos periodistas y científicos dijeron que descartaron o evitaron discutir la teoría de la fuga de laboratorio durante el primer año de la pandemia como resultado de la polarización percibida resultante de la adopción por parte de Donald Trump de dicha teoría de la filtración.